# Pyrgulopsis pecosensis
The Pecos springsnail, danh pháp khoa học Pyrgulopsis pecosensis, là một loài động vật chân bụng thuộc họ Hydrobiidae. Đây là loài đặc hữu của Hoa Kỳ.